# 小野二郎
小野二郎（日语：小野 二郎，1925年10月27日—）是著名壽司料理厨師，他所經營的壽司店「數寄屋橋次郎」在2007獲得《米其林指南》的三星評價後便連續10年拿下該評比，並且是在此之前列在《米其林指南》中最高年齡的三顆星評價主廚。

## 經歷
1925年（大正十四年）出生於日本靜岡縣天龍市（現濱松市天龍區），7歲期間和父親分開生活，隨後在家鄉附近的料理店工作，二次大戰爆發時於1941年被徵召到兵工廠，後續則在1945年入伍。
第二次世界大戰結束後小野二郎前往到濱松市一帶的餐廳工作，在25歲時開始立志成為壽司師傅。之後他前往東京都中央區京橋一帶的壽司店「與志乃」工作學習，當時教導他的師傅是吉野末吉，9年後小野二郎在位於銀座的與志乃分店開始擔任店主。
1965年小野二郎在銀座開設自行成立的壽司店數寄屋橋次郎。從事壽司領域多年後，於2005年獲得厚生勞動省表揚為飲食界的代表職人之一，所成立的數寄屋橋次郎他的店舖數寄屋橋次郎則在2007年被列為《米其林指南》東京版的三顆星評價餐館，並於2011年得到西班牙王國瓦倫西亞政府認可的能夠優秀調理米類菜餚之料理人，以及2014年秋季日本國政府所頒贈的黃綬褒章。
在2019年3月小野二郎以93歲的年齡，創下金氏世界紀錄中能拿下《米其林指南》三顆星評比廚師最高年紀人物的紀錄，並且在同月得到日本連鎖店協會舉辦的首屆Men’s Beauty Award活動中的Beauty LifeStyle獎項。

## 風格
因小野二郎本身是左撇子的關係，在初期學習捏壽司時有為此碰到困擾，之後靠著自創的改良捏法而克服。而為了保護捏壽司的雙手，在出門時有穿戴手套的習慣。另外若非必要也不會特地與男性握手，是因為男性的手通常較女性粗糙，而且握手時會較為用力，會傷害手部的高敏感度。
所捏出來的壽司構造是外觀米粒緊粘著，但內部是米粒之間帶有空隙而又包住空氣，小野二郎對此自我分析是一些客人認為他做的壽司有著能在口中散開口感的因素。對於決定壽司味道好壞關鍵的看法上，小野二郎認為有超過一半以上因素是取決於醋飯的調理，並堅持需將飯的溫度維持與人的體溫相近，才能保持好口感。
平時為了維持站在店鋪裡的體力，有每日散步的習慣。私下會鼓勵自己和家人抽空去嘗試料理名店或美食，以培養料理人對於精緻食材的觀察能力和敏感度。

## 家庭與關係者

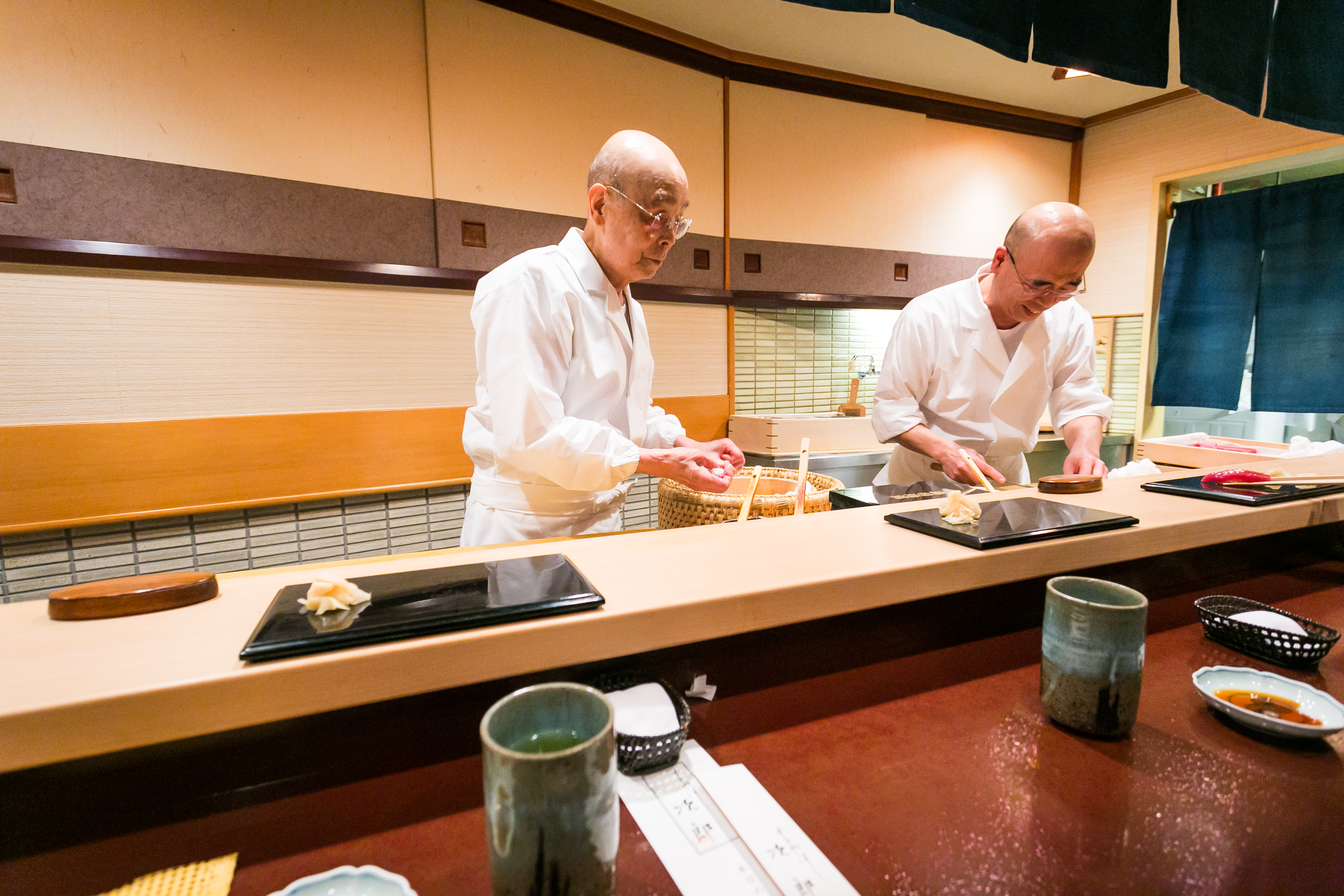
與長子小野禎一（右）一同料理壽司的小野二郎。

小野二郎的兩名兒子皆同樣從事壽司師傅職業，長子小野禎一現今頂替父親擔任數寄屋橋次郎本店的店主。次子小野隆士則在六本木一帶開設數寄屋橋次郎的分店，同樣出色並且曾獲得《米其林指南》兩顆星的評價。
教導過的弟子約有100人以上，位於名古屋的壽司店鮨處成田的師傅大野晃稔也曾在小野二郎底下學習過。
與其他料理界人物的往來方面，小野次郎先生與擅長調理天婦羅的早乙女哲哉為忘年之交，雙方常會造訪彼此的店。

## 著書
- 數寄屋橋次郎-一生作為壽司職人（2003年）
- 壽司之神全技法：小野二郎的壽司聖經（2009年）
- 巨匠的技與心：日本三大料理之神的廚藝與修練（2009年，與金本兼次郎、早乙女哲哉、小松正之等人共著）
- 鮨 JIRO GASTRONOMY（2014年，與長子小野禎一共著）
- 匠 JIRO GASTRONOMY（2014年，與山元益博共著）

## 反應
法國廚師喬爾·侯布雄是小野二郎店鋪的常客，他個人原先討厭品嚐章魚，某次吃到小野二郎花費一小時處理後捏製的章魚壽司覺得有如龍蝦般的口感，之後便會主動點名這道菜餚。在紀錄電影《壽司之神》中，小野二郎曾對於候布雄的味覺能力相當褒揚，並提到如果有相同味覺敏銳度即可做出更美味的食物。
美國總統歐巴馬在2014年4月對日本國進行國事訪問時，曾與日本内閣總理大臣安倍晉三一同前往小野二郎的餐廳用餐。歐巴馬在餐後表示著雖然過去他在夏威夷州生活時期吃過不少日式壽司，但小野二郎做的壽司是他所吃過最棒的。

## 媒體採用
美國導演大衛·賈柏有製作過一部拍攝小野二郎在平時工作、行事方面點滴的紀錄片，該影片為在2011年上映的《壽司之神》。